# Eystein Eggen
Eystein Eggen, född 5 januari 1944 i Oslo, död 19 november 2010, var en norsk författare och statsstipendiat. 
Eggen har skrivit romaner som utspelar sig under norsk medeltid, även med Härjedalen som arena, med och om general Carl Gustav Fleischer och Narvik 1940. Hans ögonvittnesberättelse om Agnar Mykle väckte intensiv debatt, men mest känd är Eggen for Gutten fra Gimle, et NS-barns berättelse från 1993, som 1995 föranledde norska riksdagens ursäkt till landets krigsbarn. 
Sveriges television har sänt ett program om Eggen. Statsstipendiat från 2003. "Han är symbolen för en hel generation," sade
socialdemokratiska talmannen, med bifall från hela Riksdagen.